# Placówka Straży Granicznej Warszawa-Okęcie
Placówka Straży Granicznej Warszawa-Okęcie – jednostka organizacyjna Straży Granicznej realizująca zadania określone w ustawach.
Komendant Placówki Straży Granicznej Warszawa-Okęcie podlega Komendantowi Nadwiślańskiego Oddziału Straży Granicznej.

## Terytorialny zasięg działania
- lotnicze przejście graniczne Warszawa-Okęcie w międzynarodowym porcie lotniczym Warszawa-Okęcie,

## Zadania
- organizowanie i dokonywanie kontroli ruchu granicznego;
- wydawanie zezwoleń na przekraczanie granicy państwowej, w tym wiz;
- rozpoznawanie, zapobieganie i wykrywanie przestępstw i wykroczeń oraz ściganie ich sprawców w zakresie właściwości Straży Granicznej;
- zapewnienie bezpieczeństwa w komunikacji międzynarodowej i porządku publicznego w zasięgu terytorialnym przejścia granicznego;
- zapewnienie bezpieczeństwa na pokładzie statków powietrznych wykonujących przewóz lotniczy pasażerów;
- prowadzenie czynności w celu rozpoznawania i przeciwdziałania zagrożeniom terroryzmem;
- gromadzenie i przetwarzanie informacji z zakresu ochrony granicy państwowej i kontroli ruchu granicznego oraz udostępnianie ich właściwym organom państwowym;
- zapobieganie transportowaniu, bez zezwolenia wymaganego w myśl odrębnych przepisów, przez granicę państwową odpadów, szkodliwych substancji chemicznych oraz materiałów jądrowych i promieniotwórczych;
- zapobieganie przemieszczaniu, bez zezwolenia wymaganego w myśl odrębnych przepisów przez granicę państwową środków odurzających i substancji psychotropowych oraz broni, amunicji i materiałów wybuchowych;
- wykonywanie zadań określonych w innych ustawach.

## Komendanci PSG Warszawa-Okęcie
- mjr SG Marian Kasiński
- płk SG Andrzej Mackiewicz
- płk SG Andrzej Adamczyk
- płk SG Mirosław Molęda
- płk SG Wiesław Raban
- płk SG Robert Kulus
- płk SG Piotr Lisiak
- płk SG Grzegorz Pietyra
- płk SG Piotr Czarnecki